# Syngonanthus sclerophyllus
Syngonanthus sclerophyllus är en gräsväxtart som beskrevs av Wilhelm Willy Otto Eugen Ruhland. Syngonanthus sclerophyllus ingår i släktet Syngonanthus och familjen Eriocaulaceae. Inga underarter finns listade i Catalogue of Life.